# Postoje
Postoje je naseljeno mjesto u općini Kotor Varoš, Republika Srpska, Bosna i Hercegovina.

## Stanovništvo

### 1991.
Nacionalni sastav stanovništva 1991. godine, bio je sljedeći:
ukupno: 403
- Hrvati - 167
- Muslimani - 162
- Srbi - 54
- Jugoslaveni - 19
- ostali, neopredijeljeni i nepoznato - 1

### 2013.
Nacionalni sastav stanovništva 2013. godine, bio je sljedeći:
ukupno: 192
- Bošnjaci - 136
- Hrvati - 39
- Srbi - 16
- ostali, neopredijeljeni i nepoznato - 1